# شامپاین (فیلم ۲۰۱۴)
شامپاین (انگلیسی: Champagne) فیلمی نیجریه‌ای در سبک مهیج رمانتیک به تهیه‌کنندگی و کارگردانی امم ایسونگ است که در سال ۲۰۱۴ منتشر شد. شامپاین نخستین فیلمی است که امم ایسونگ کارگردانی کرده است.